# XFP-трансивер
XFP (10 Gigabit Small Form Factor Pluggable) — протоколо-независимый оптический трансивер горячей замены, обычно работающий на длинах волны 850 нм, 1310 нм или 1550 нм на скорости 10 гигабит в секунду в стандартах SONET/SDH, Fibre Channel, gigabit Ethernet, 10 Gigabit Ethernet и других применениях, включая каналы WDM. XFP включает в себя цифровую диагностику, аналогичную SFF-8472, но более расширенную, чтобы дать надёжный инструмент для управления. По размерам XFP немного больше, чем SFP и SFP+.
Электрическая спецификация интерфейса XFP является частью спецификации XFP Multi Source Agreement.
XFP разработана XFP Multi Source Agreement Group.

## Конкретные применения XFP
- 10 Gigabit Ethernet
- 10 Gigabit/sec Fibre Channel
- SONET OC-192
- SDH STM-64
- OTN OTU-2
- Параллельные оптические линии

## Типы XFP-модулей
XFP-модули существуют в вариантах с различными комбинациями приёмника (RX) и передатчика (TX), что позволяет выбрать необходимую комбинацию для заданного соединения, исходя из используемого типа оптоволоконного кабеля: многомод (MM) или одномод (SM).
Разновидности XFP-модулей и их обозначения:
- 850 нм 300 м MMF — SR
- 1310 нм 10 км SMF — LR
- 1310 нм 0.22 км MMF — LRM
- 1550 нм 40 км SMF — ER
- 1550 нм 80 км SMF — ZR
- 1270/1330 нм 10 км SMF, 1490/1550 нм 80 км SMF, — BX
- CH17~CH61 - DWDM

Существует также CWDM и одноволоконные двунаправленные (1270/1330 нм UpStream/DownStream) XFP-модули.